# Prionostemma turki
Prionostemma turki is een hooiwagen uit de familie Sclerosomatidae.